# Ammoselinum
Ammoselinum – rodzaj roślin należący do rodziny selerowatych Apiaceae. Obejmuje trzy lub pięć gatunków. Występują one w Ameryce Północnej, jeden przedstawiciel także w Urugwaju.

## Systematyka
Pozycja systematyczna
Rodzaj w obrębie rodziny selerowatych (baldaszkowatych) Apiaceae klasyfikowany jest do podrodziny Apioideae, plemienia Selineae.
Wykaz gatunków (nazwy zaakceptowane według The Plant List)
- Ammoselinum butleri (Engl.) J.M.Coult. & Rose
- Ammoselinum giganteum J.M.Coult. & Rose
- Ammoselinum occidentale Munz & I.M.Johnst.
- Ammoselinum popei Torr. & A.Gray
- Ammoselinum rosengurtii Mathias & Constance